# Яковлев, Святослав
Святослав Яковлев (эст. Svjatoslav Jakovlev; род. 24 апреля 1996, Нарва, Ида-Вирумаа) — эстонский футболист, нападающий.

## Клубная карьера
Получал футбольное образование в футбольной школе петербургского «Зенита» до 2013 года. Летом 2013 года перешёл в клуб «Левадия». Дебютировал в высшем эстонском дивизионе 19 июля в матче против клуба «Курессааре». Всего провёл три матча. Также в сезоне выступал за вторую команду клуба.
Зимой 2014 года перебрался в стан новичка высшей лиги «Локомотив» Йыхви, а летом перешёл в клуб «Нарва-Транс». В 2017 году вернулся в «Левадию».
Выступал за юношеские сборные Эстонии.

## Достижения
- Чемпион Эстонии: 2013